# دلوود، شهرستان ساوک، ویسکانسین
دلوود (به انگلیسی: Dellwood) یک منطقهٔ مسکونی در ایالات متحده آمریکا است که در شهرستان ساوک، ویسکانسین واقع شده‌است. دلوود ۲۶۴٫۸۷ متر بالاتر از سطح دریا واقع شده‌است.